# Mark Pepys
Mark Everard Pepys, VI conde de Cottenham (29 de mayo de 1903 - 19 de julio de 1943) fue un baronet, piloto de automovilismo, miembro de la Cámara de los Lores y oficial del MI5 británico
Renunció al MI5 durante la Segunda Guerra Mundial, ya que no apoyó la continuación de la guerra.

## Primeros años
Nació en 1903, siendo el segundo hijo de Kenelm Pepys, cuarto conde de Cottenham, y de su esposa Lady Rose Nevill, hija de William Nevill, primer marqués de Abergavenny. Fue educado en la Charterhouse School, pasando a la empresa Vickers y al University College de Londres, donde estudió ingeniería. Su padre era primo lejano del cronista Samuel Pepys.

## Carrera
En 1922, Mark Pepys sucedió a un hermano mayor como conde de Cottenham, vizconde de Crowhurst, de Crowhurst, Surrey, barón de Cottenham, de Cottenham, Cambridgeshire, y como baronet de Wimpole Street. Fue miembro de la Cámara de los Lores desde 1924 hasta su muerte en 1943, donde intervino sobre asuntos de carreteras. Como piloto de carreras, en 1925 y 1926 corrió en Brooklands conduciendo un Austin 7 y un Alvis de fábrica. Más tarde fundó una asociación automovilística llamada Order of the Road, que promovía la conducción segura.
Ingresó en la caballería de Leicestershire, siendo ascendido al rango de teniente el 25 de abril de 1926. Renunció a su cargo el 4 de mayo de 1927. 
En 1932 escribió una serie de artículos para The Daily Express en los que declaraba su creencia en el espiritismo y afirmaba que él mismo era un médium. Había sido introducido en el tema por la madre del difunto Henry Segrave y por Estelle Roberts.
En la década de 1930 ideó un sistema de control de automóviles para la Policía Metropolitana de Londres, que incluía verificar «Estás conduciendo: ¿en el lugar correcto, a la velocidad correcta, en la marcha correcta, anticipándote a los peligros, revisando frecuentemente el espejo?». En 2007, la Asociación de Instructores de Conducción siguió refrendando estas pautas en su manual Roadcraft.
En 1939 regresó a la caballería de Leicestershire. Al comienzo de la Segunda Guerra Mundial, fue puesto a cargo de la Sección de Transporte del MI5. Sin embargo, en 1941, tras la llegada al poder de Winston Churchill, dimitió del MI5, y se fue a vivir a Estados Unidos, ya que no apoyaba la guerra contra Alemania. Aunque en ocasiones se afirmó que había muerto en los Estados Unidos en 1943, de hecho regresó a Inglaterra para recibir tratamiento médico.
Cottenham murió el 19 de julio de 1943, en el número 9 de Mandeville Place, Westminster, un hogar de reposo de moda, mientras vivía en el Travellers Club. Dejó una herencia valorada en 1969 libras esterlinas. Sus albaceas fueron su hermano menor John Digby Pepys y Reginald Pound. Fue sucedido en sus títulos nobiliarios por su hermano menor.

## Vida personal
El 19 de enero de 1927, en St Margaret's, Westminster, Cottenham se casó con Sybil Venetia Taylor, hija del capitán John Vickris Taylor, y antes de divorciarse en 1939 tuvieron dos hijas:
- Lady Rose Edith Idina Pepys (1927-2021)
- Lady Paulina Mary Louise Pepys (1930-2017)

## Publicaciones
La novela de Cottenham All Out (1932), dedicada a la viuda de su antiguo compañero en las carreras de coches Henry Segrave, cuenta la historia de un grupo de amigos automovilistas que luchan contra una banda de delincuentes internacionales e incluye un dramático accidente en una carrera extraído de su propia experiencia.
Motoring To-day and To-morrow (1928) está dedicado a Reginald Pound, con una nota de Cottenham que dice que «en el automovilismo, como en otras cosas, apreciamos ideales similares, nos desagradan las mismas tendencias».
- Motoring Without Fears (Londres: Methuen & Co., 1928)
- Motoring To-day & To-morrow, con un prefacio de John Buchan, ilustrado por A.E. Horne (Londres: Methuen & Co., 1928)
- Steering-Wheel Papers (Londres: Cassell, 1932)
- All Out: the story of Tom Furness's adventure (Londres: Cassell, 1932, novela)
- Sicilian Circuit (Londres: Cassell, 1933, novela) OCLC 810762147
- Mine Host, America (Londres: Collins, 1937)